# Cathédrale Saint-Charles-Borromée de Saint-Étienne
Cette  cathédrale n’est pas la seule cathédrale Saint-Charles-Borromée.
La cathédrale Saint-Charles-Borromée de Saint-Étienne est une cathédrale catholique, située à Saint-Étienne, dans le département français de la Loire. Placée sous l'invocation de saint Charles Borromée, elle est construite entre 1912 et 1923 sur un terrain donné à la paroisse par la famille Palluat de Besset.
Elle est le siège du diocèse de Saint-Étienne depuis la création de celui-ci le 26 décembre 1970.

## Histoire
Le projet d'une grande église a été décidé dès 1825 sur un terrain acheté par la ville en 1828. En 1862 un concours est lancé et c'est Pierre-Marie Bossan qui le remporte (réalisateur de la basilique Notre-Dame de Fourvière). Cependant le projet tarde suite à un contentieux avec les propriétaires du terrain. Après des années de stockage dans les archives de la ville, ils ont été détruits dans un incendie et ont dû être repris. Le chanoine Rivoire réussit à récupérer des dessins préliminaires de l'associé de Pierre-Marie Bossan, Frédéric Giniez, qui avaient été conservés par ses enfants.[réf. nécessaire] Les plans, sont modifiés par l'élève et continuateur de Bossan, Joannis Rey. Après le décès de Bossan en 1888, Rey reprend le projet. Le chantier est ensuite géré conjointement par Joannis Rey et le Stéphanois Francisque Dodat, Rey mourant quatre ans avant la fin des travaux, Dodat assurera la poursuite jusqu’à l’achèvement. Le vocable de l'église est un hommage au roi Charles X. Cet édifice devait desservir les nouveaux quartiers qui étaient alors en expansion.
La cathédrale actuelle remplace une église plus petite qui se trouvait rue Émile-Combes. Pour des raisons politiques, sa construction n'a pu commencer qu'en 1912. En effet, la ville de Saint-Étienne, au moment de la lutte entre l’Église et l'État, a soutenu procès sur procès pour ne pas attribuer le terrain à la paroisse et tenter de contrecarrer la volonté du donateur. Ce retard a été dommageable au projet, car avec la guerre, la main-d'œuvre a manqué, puis l'inflation a réduit les capitaux. Ainsi, le résultat est bien loin du projet initial : il était en effet prévu trois clochers et un dôme, sans compter les décorations externes et internes revues à la baisse.

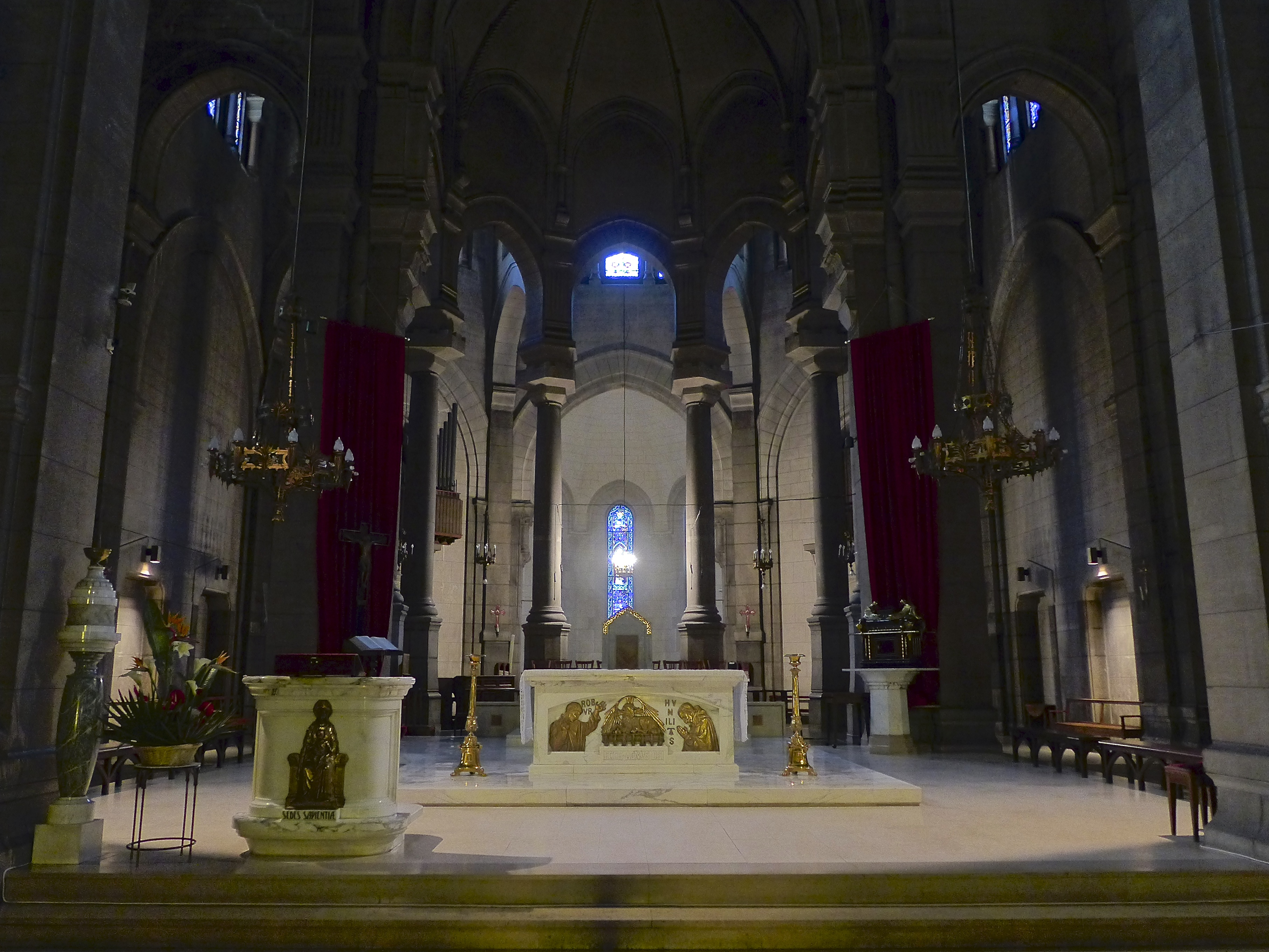
Le chœur avec le maître-autel.

Le souci de cette construction reposa sur un seul homme, Henri Rivoire, curé de 1910 à 1945. La première pierre fut bénie le 3 novembre 1912 par Louis Déchelette, évêque auxiliaire de Lyon. Les travaux furent interrompus par la Grande Guerre, alors que les murs étaient à environ au tiers de leur hauteur. Ils reprirent en 1919 et l'église fut bénie le 20 décembre 1923. Sa consécration n'intervint que le 23 mai 1933, célébrée par le cardinal Maurin. Construite après la séparation de l'Église et de l'État, c'est une des rares cathédrales propriété du diocèse, à qui incombe tout son entretien.
En 1971, l'édifice est érigé en cathédrale quand est créé le diocèse de Saint-Étienne. Le chœur a été remanié pour le conformer aux prescriptions liturgiques du concile Vatican II. En 2005, sous l'impulsion de M. l'abbé Martin, recteur, l'aménagement a été complété par la création d'une cathèdre épiscopale cohérente avec l'autel et l'ambon, sur des dessins de l'architecte Michel Goyet.

## Architecture
Le bâtiment de 80 m de long et 30 m de large domine la place Jean-Jaurès du haut de ses 40 m. Il fut réalisé dans un style néogothique primitif sur un plan en croix latine. Contrairement aux églises anciennes, le chœur est orienté plein ouest. Depuis la réforme liturgique, le célébrant est donc tourné vers l'est et les fidèles le restent vers l'ouest. Cette disposition inhabituelle avait pour but de tourner la façade principale vers la place Marengo et d'y créer un parvis.

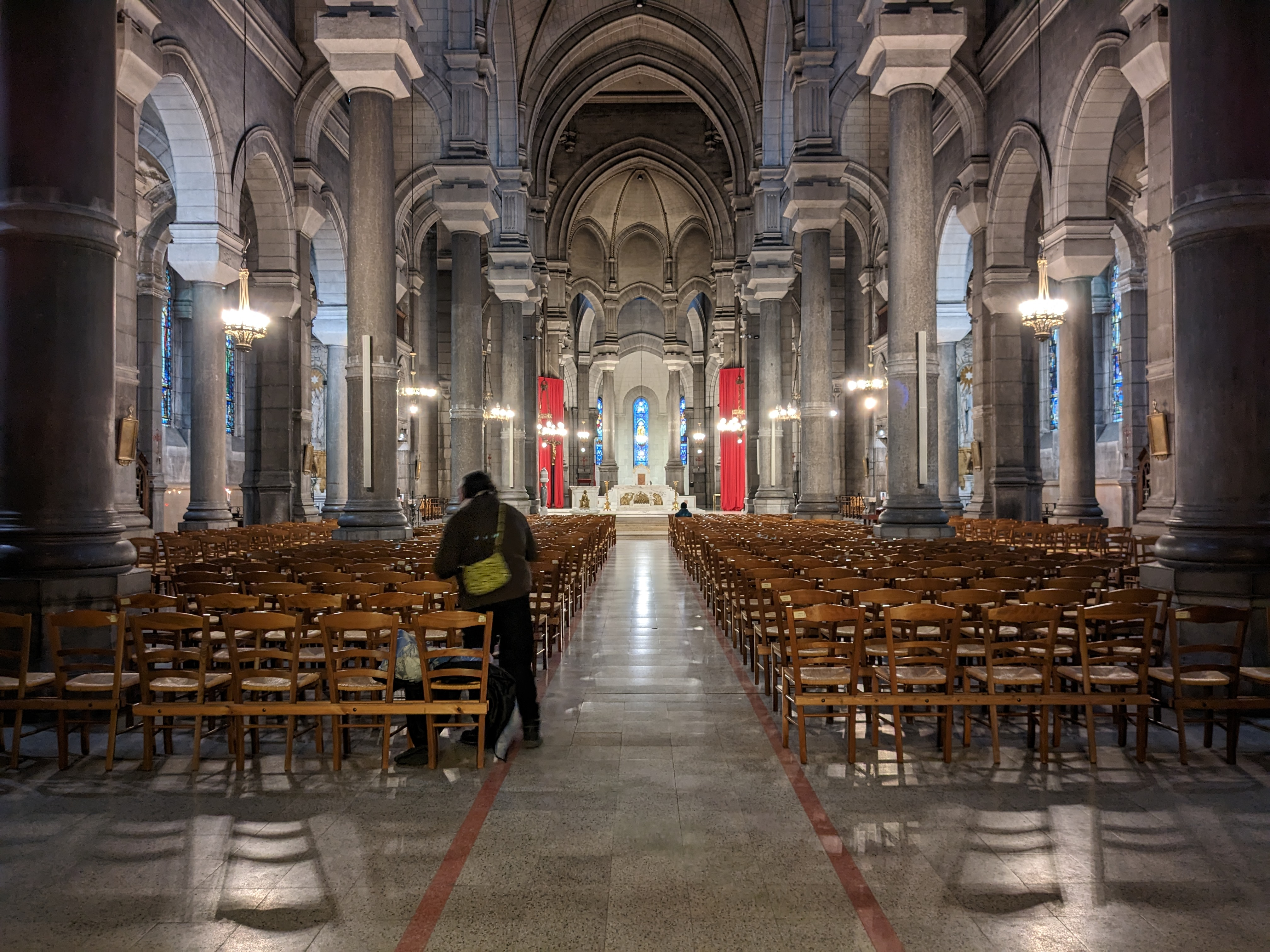
L'intérieur avec la nef centrale.

À l'intérieur, l'édifice est vaste, avec cinq nefs (une principale, deux latérales et deux bas-côtés) et très haut (17 m), avec des voûtes d'arêtes ou en berceaux transversaux. Les deux nefs latérales sont de la même hauteur que la nef centrale. La partie du chœur date de 1930. La chapelle absidiale est dédiée au saint curé d'Ars. Elle est flanquée de deux grandes sacristies, dont l'une a été transformée en chapelle d'hiver.

Outre la qualité des matériaux employés (granite, calcaire et grès tirés des carrières de la région), l'édifice traduit une grande unité architecturale. Il n'a jamais subi de transformation depuis sa construction.

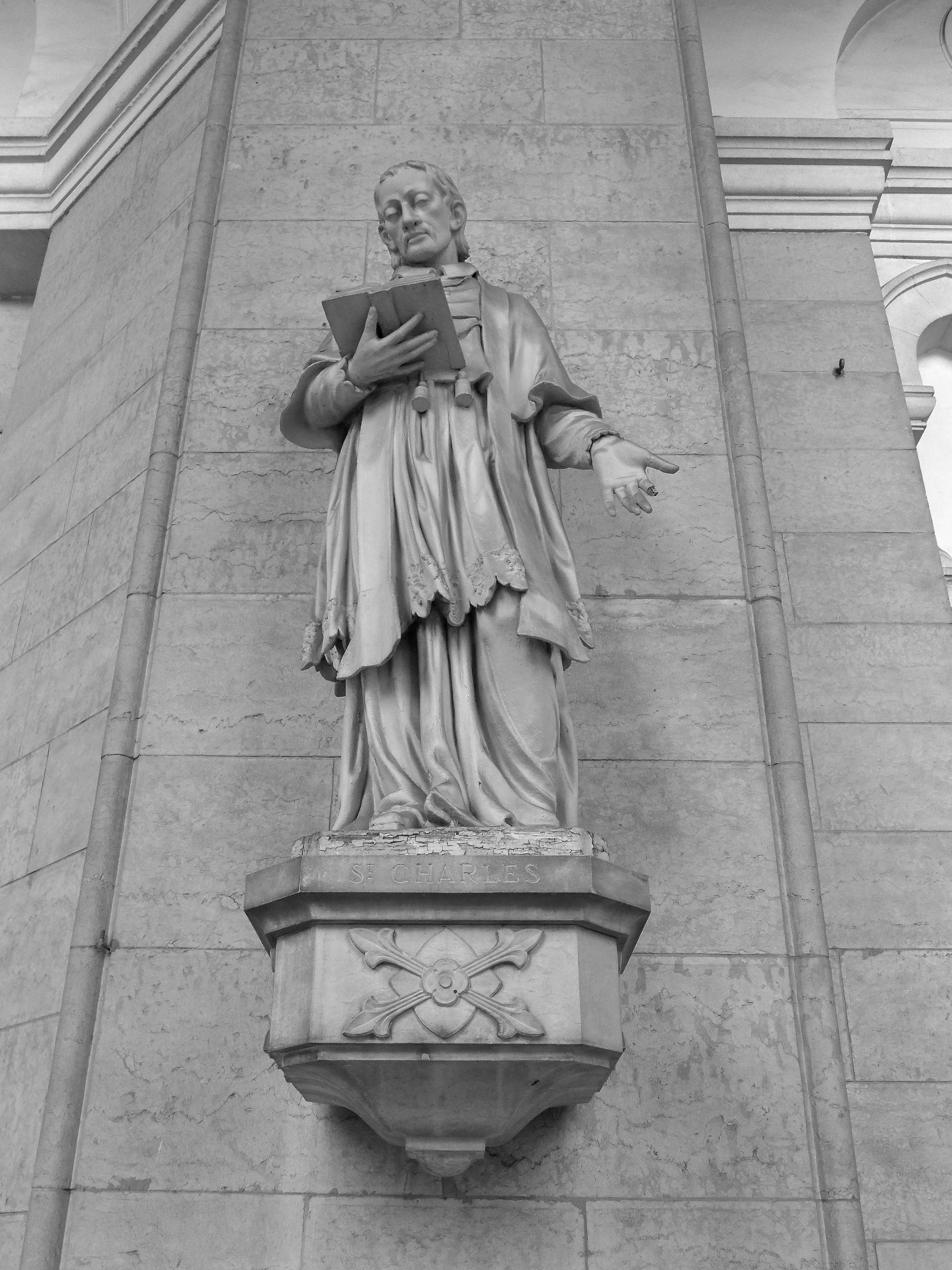
Statue de saint Charles Borromée.

## Mobilier
Henri Rivoire savait susciter la générosité de ses riches paroissiens. Soyeux et rubaniers rivalisèrent de zèle pour orner leur église. Aussi renferme-t-elle un riche mobilier très représentatif de l'époque Art déco qui font de cette église une vitrine des arts décoratifs de son temps.

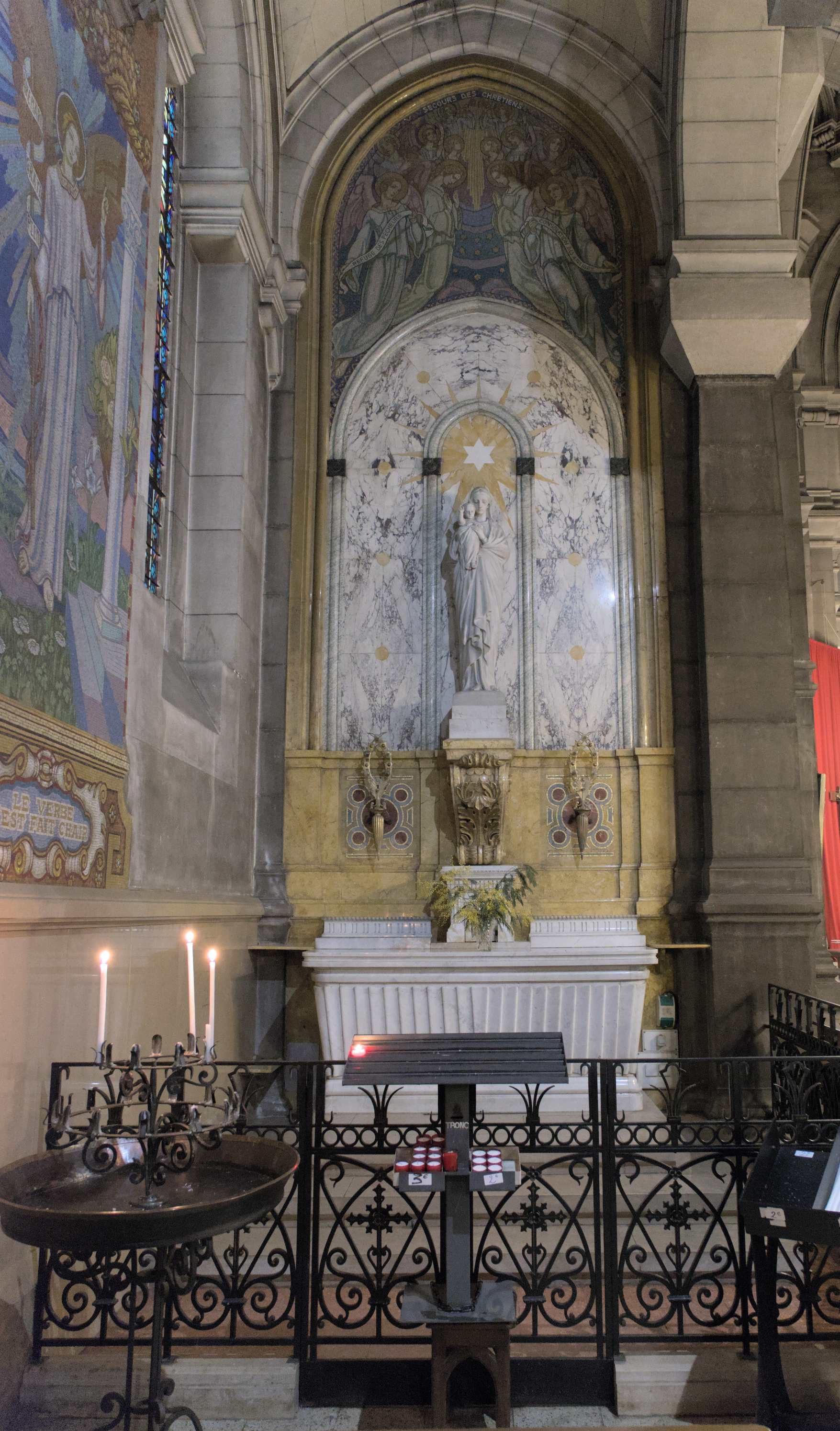
La chapelle de la Vierge.

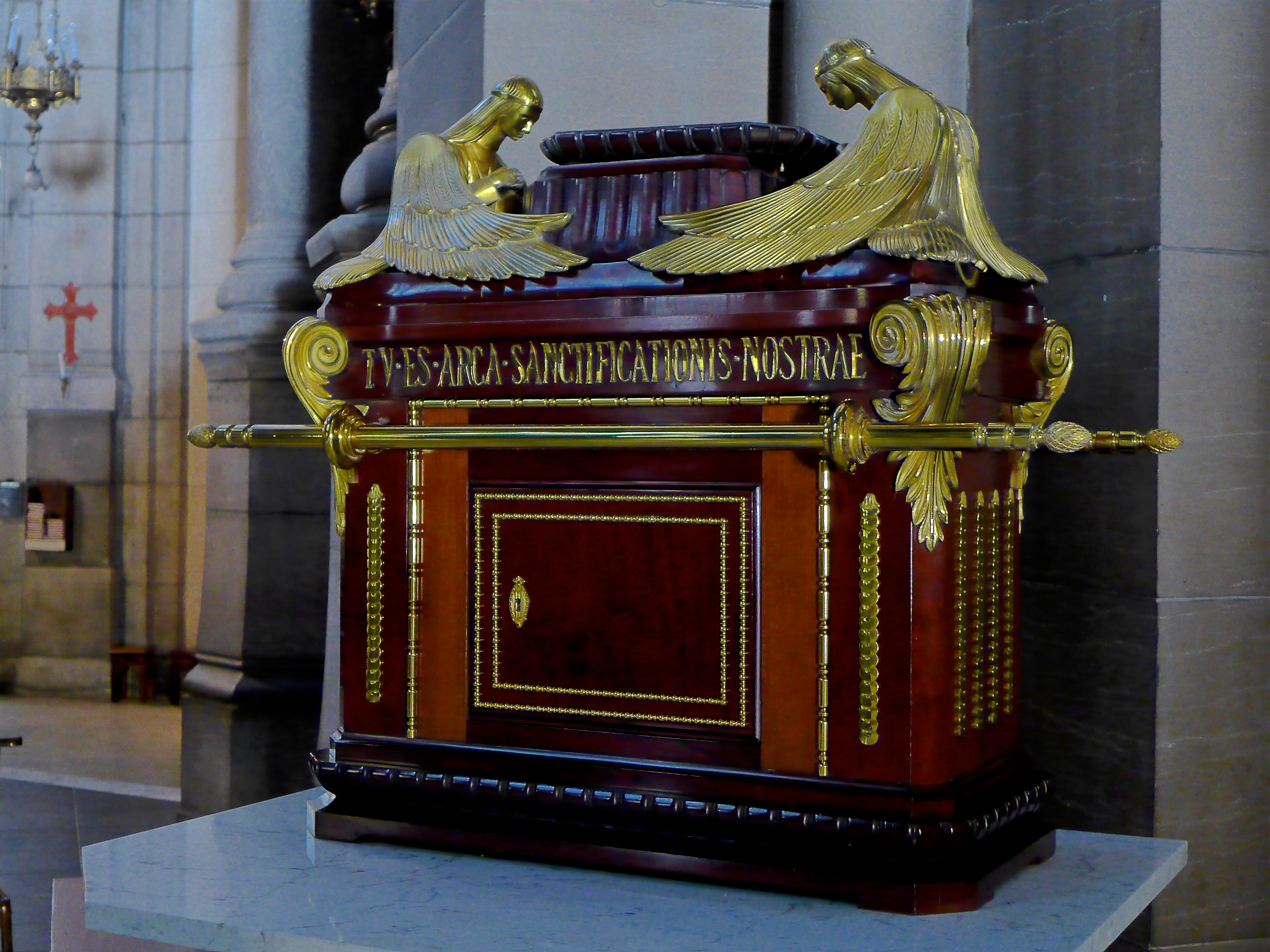
Représentation de l'Arche d'alliance. Au-dessous des chérubins l'inscription Tu es arca sanctificationis nostrae.

Le maître-autel et la chaire, dessinés par Bossan et exécutés par son gendre, Sainte-Marie Perrin, sont en marbre de Carrare. L'autel est orné d'un bas-relief en bronze de Philippe Besnard représentant saint Charles Borromée et saint Étienne avec les devises « humilité » et « force ». Au centre, l'agneau pascal et le livre aux sept sceaux de l'Apocalypse. La chaire monumentale, qui avec ses deux volées de marches en marbre occupait presque toute la largeur d'une travée, a été déposée. L'ambon actuel a été réutilisé ; son élément principal orné d'un bas-relief en bronze représentant Marie « siège de la sagesse ».
Le tabernacle, en acajou et bronze doré, conçu aussi par Bossan et Sainte-Marie Perrin, reprend le dessin traditionnel de l'Arche d'alliance, tel qu'il est décrit dans le verset du psaume 131 : « Tu es Seigneur l'arche de notre sanctification ». À l'origine, il faisait partie du maître-autel.
L'autel du Sacré-Cœur est orné d'une statue de marbre œuvre de Louis Castex. Celle de l'autel de la Vierge est de Charles Dufraine. Les portes des tabernacles sont des bas-reliefs d'Emma Thiollier.
Vitraux et mosaïques ont été réalisés dans les années 1930 par l'atelier Mauméjean sur des cartons de Sainte-Marie Perrin. Très représentatifs de leur époque, leur graphisme et leurs couleurs sont très élaborés et ils intéressent de plus en plus les spécialistes.
Les lustres monumentaux sont aussi des dessins de Bossan et Sainte-Marie Perrin. Réalisés en bronze doré par la maison Biais, ils pèsent chacun 132 kg.
Sous le narthex au-dessus de la porte principale un grand crucifix qui se trouvait dans l'ancienne église, ainsi que deux statues du XIXe siècle représentant saint Charles (patron principal de la paroisse) et saint Jean-François Régis, apôtre du Velay et patron secondaire.

### Les orgues

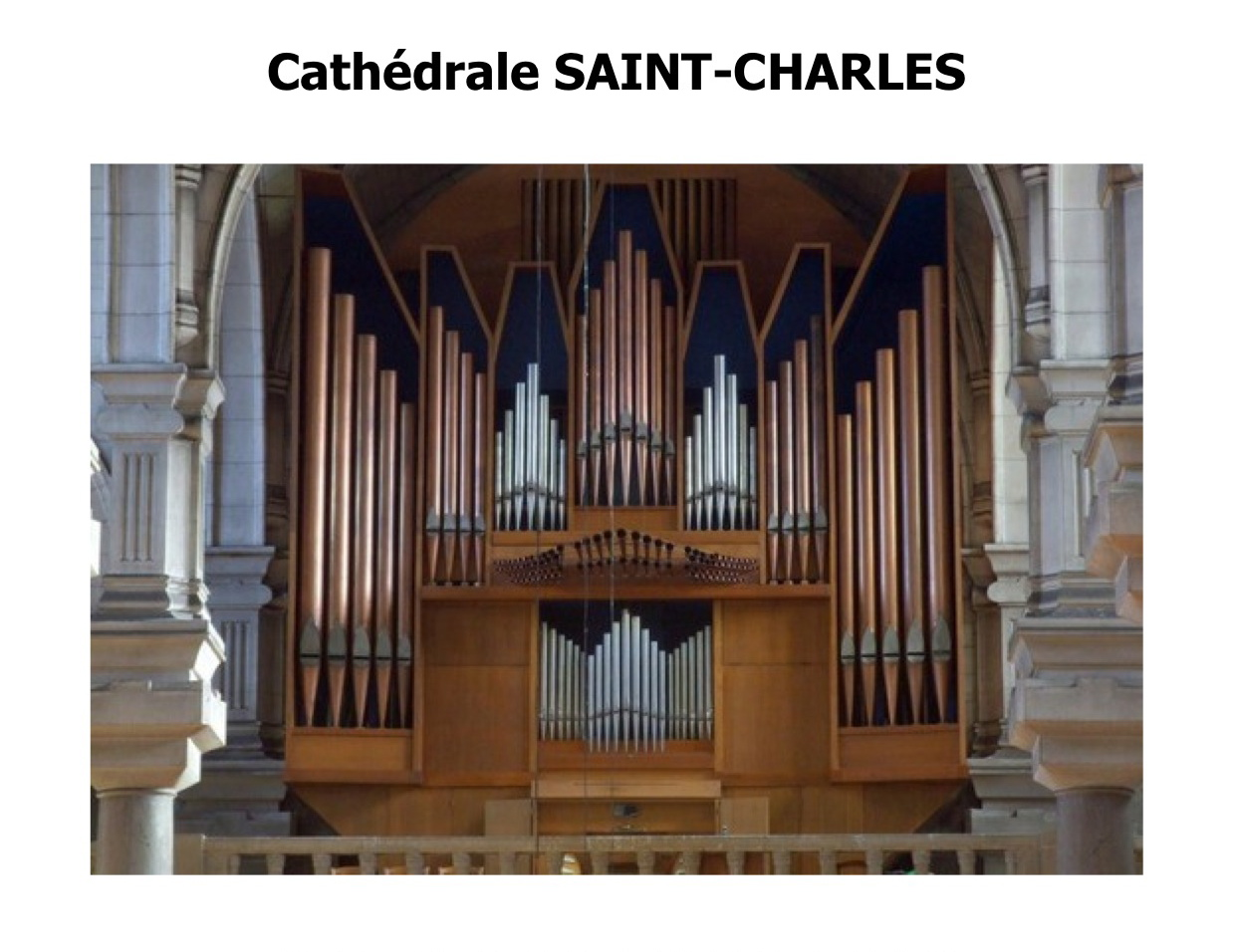

La cathédrale est dotée d'un orgue de chœur dû au facteur Auguste Convers et datant de 1930 (deux claviers - 11 jeux) et d'un très beau grand orgue d'Athanase Dunand, achevé en 1967, relevé par l'organier Michel Jurine en 2007 (quatre claviers - 44 jeux). La traction est mécanique pour les claviers, électrique pour les registres. Un combinateur électronique a été rajouté en 2007 et deux jeux du clavier de grand orgue ont été modifiés (bourdon 16' et posaune 8' remplaçant le quintaton 16' et la régale 16')
Composition de l'orgue de tribune
| I. Positif 56 notes |
| Bourdon 8'          |
| Principal 4'        |
| Flûte 4'            |
| Flûte 2 2/3'        |
| Doublette 2'        |
| Tierce 1 3/5'       |
| Larigot 1 1/3'      |
| Fourniture II       |
| Cymbale II          |
| Cornet V            |
| Cromorne 8'         |

| II. Grand-Orgue 56 notes |
| Bourdon 16'              |
| Principal 8'             |
| Bourdon 8'               |
| Prestant 4'              |
| Grosse Tierce 3 1/5'     |
| Doublette 2'             |
| Sifflet 1'               |
| Grosse Fourniture II     |
| Fourniture II            |
| Cymbale II               |
| Sesquialtera II          |
| Posaune 8'               |

| III. Récit expressif 56 notes |
| Flûte 8'                      |
| Gemshorn 8'                   |
| Unda Maris 8'                 |
| Flûte conique 4'              |
| Spielflöte 2'                 |
| Cymbale Tierce III            |
| Trompette 8'                  |
| Hautbois 8'                   |
| Clairon 4'                    |
|                               |
|                               |

| IV. Grand Chœur 56 notes |
| Grand Cornet V           |
| Trompette en chamade 8'  |
| Clairon en chamade 4'    |

| Pédale 30 notes |
| Principal 16'   |
| Soubasse 16'    |
| Principal 8'    |
| Quinte 5 2/3'   |
| Principal 4'    |
| Gemshorn 2'     |
| Fourniture IV   |
| Bombarde 16'    |
| Trompette 8'    |

### Les cloches
La cathédrale compte au total sept cloches, la plus importante le bourdon Henri pèse 5 200 kg il a été fondu en 1934 par la fonderie Paccard à Annecy son diamètre est de 201,5 cm et sa note est un sol 2 (+46/100), il ne sonne que dans de rares occasions

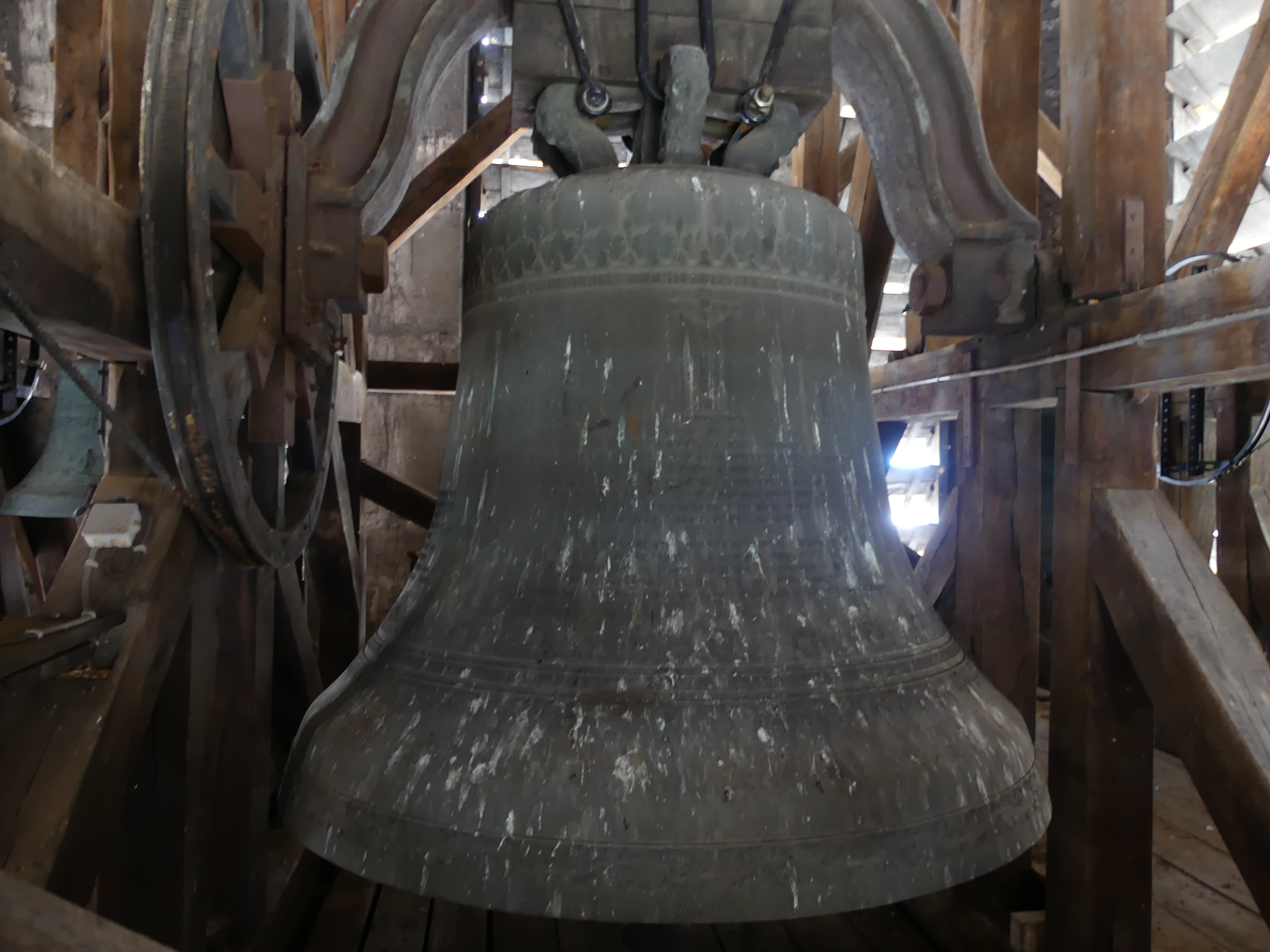
Bourdon Henri.

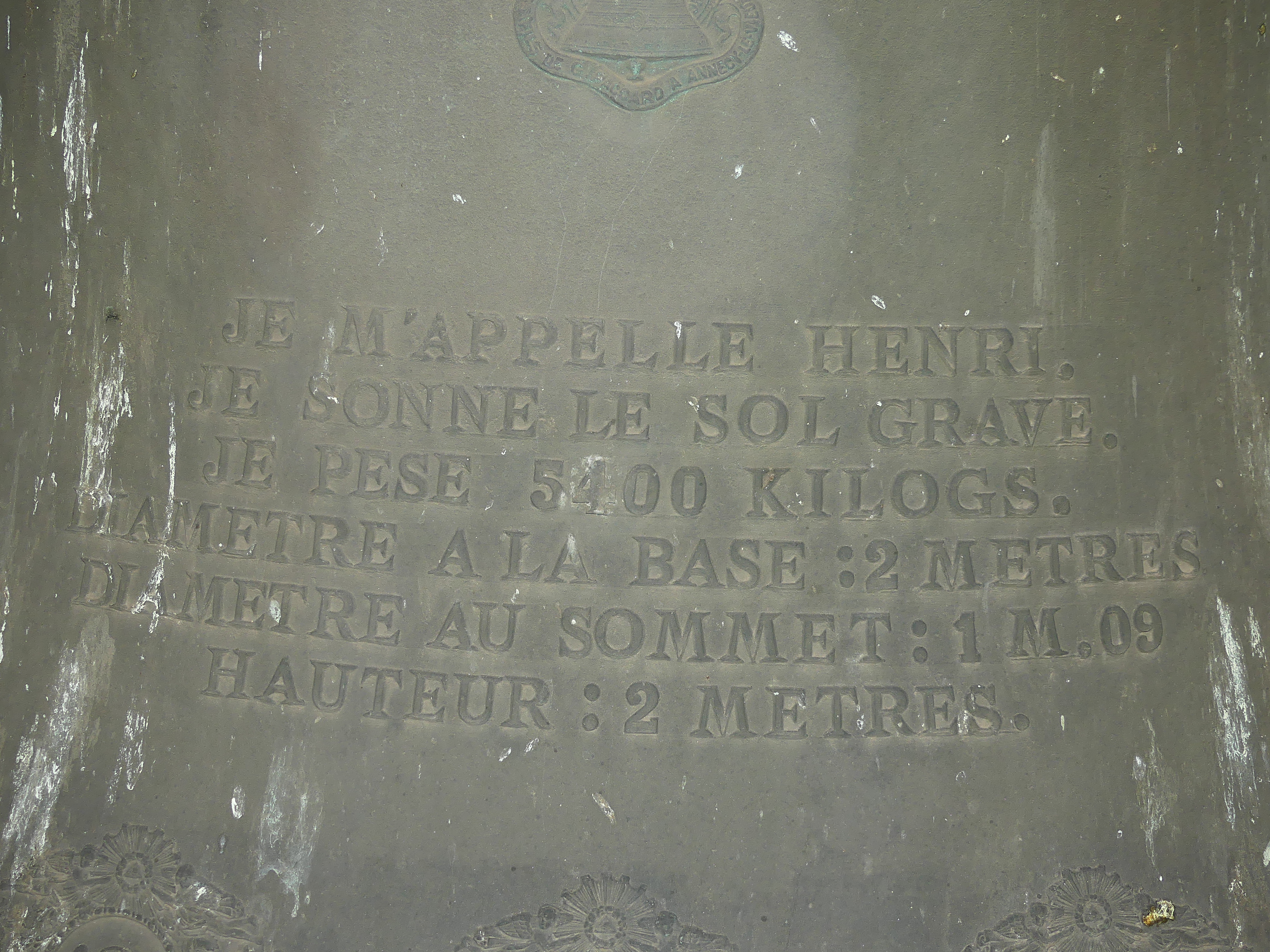
Détail des inscriptions sur la robe.

Cette cloche s'appelle Henri pour rendre hommage à Henri Rivoire, curé de 1910 à 1945, elle est la seule du projet des huit cloches Paccard à avoir été fondue par manque de fonds.

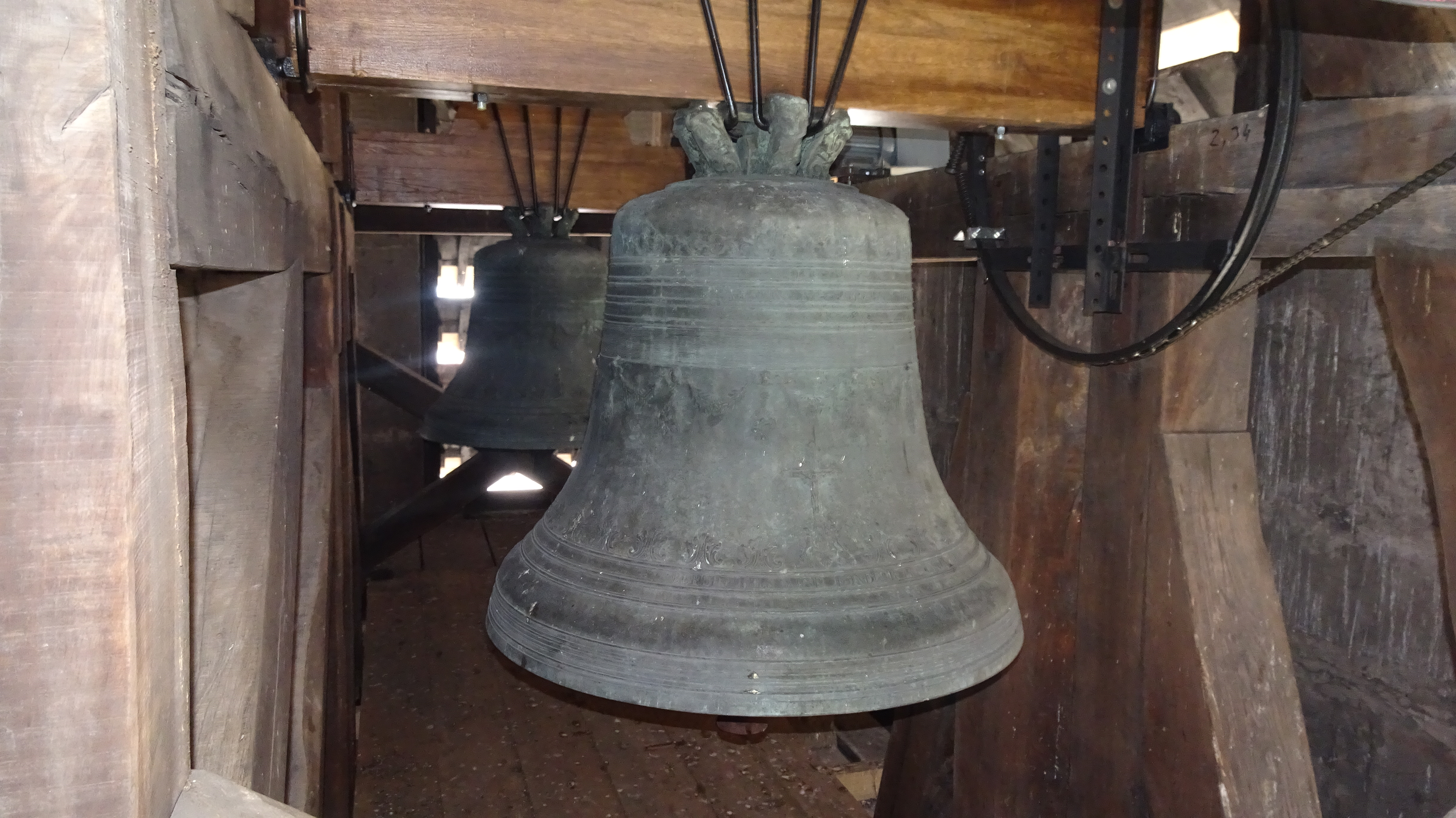
Le la 3 et le la 3 provenant de l'église de la Nativité.

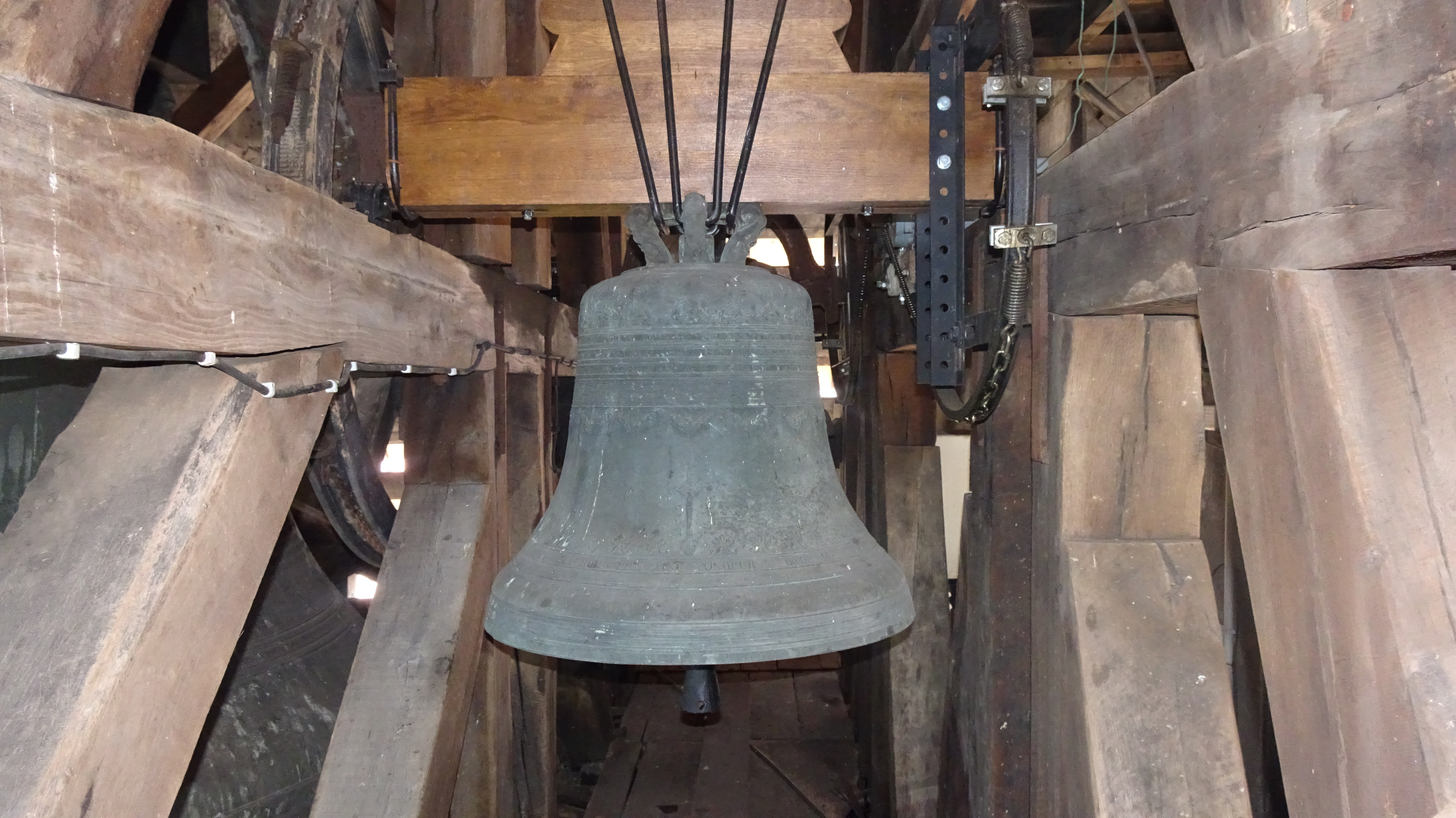
Le ré 4 qui provient de l'église de la Nativité.

Concernant les six autres cloches elles proviennent pour trois d'entre elles de l'église de la Nativité de Saint-Étienne, ces trois cloches ont été fondues par Burdin fils ainé fondeur à Lyon en 1864, elles pèsent approximativement 420, 385 et 200 kg leurs notes sont la  3, la 3 et ré  4
Les trois autres cloches de la cathédrale proviennent de l'ancienne église plus petite qui se trouvait rue Émile-Combes.
La plus importante de ces cloches a été fondue par Burdin ainé fondeur à Lyon en 1890, elle pèse approximativement 305 kg sa note est un si  3, elle sonnait auparavant l'angélus.
Les deux dernières cloches ne sonnent pas à la volée mais uniquement par tintement, elles sonnent les 3x3 coups de l'angélus et lors du glas.
Elles ont été fondues par Burdin ainé à Lyon en 1840 leurs notes sont respectivement le do 4 et le ré  4

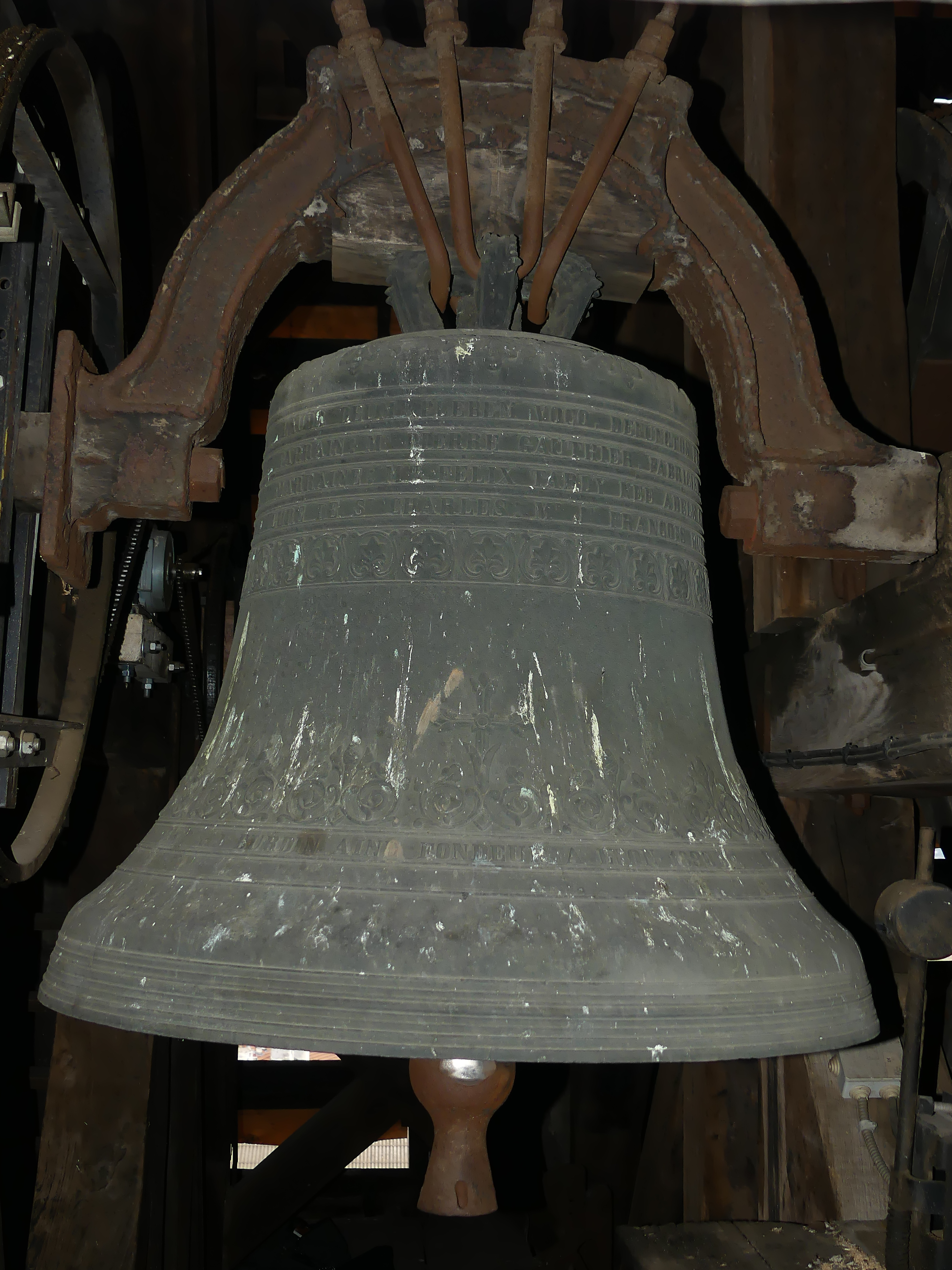
Le si 3 de la cathédrale Saint-Charles.

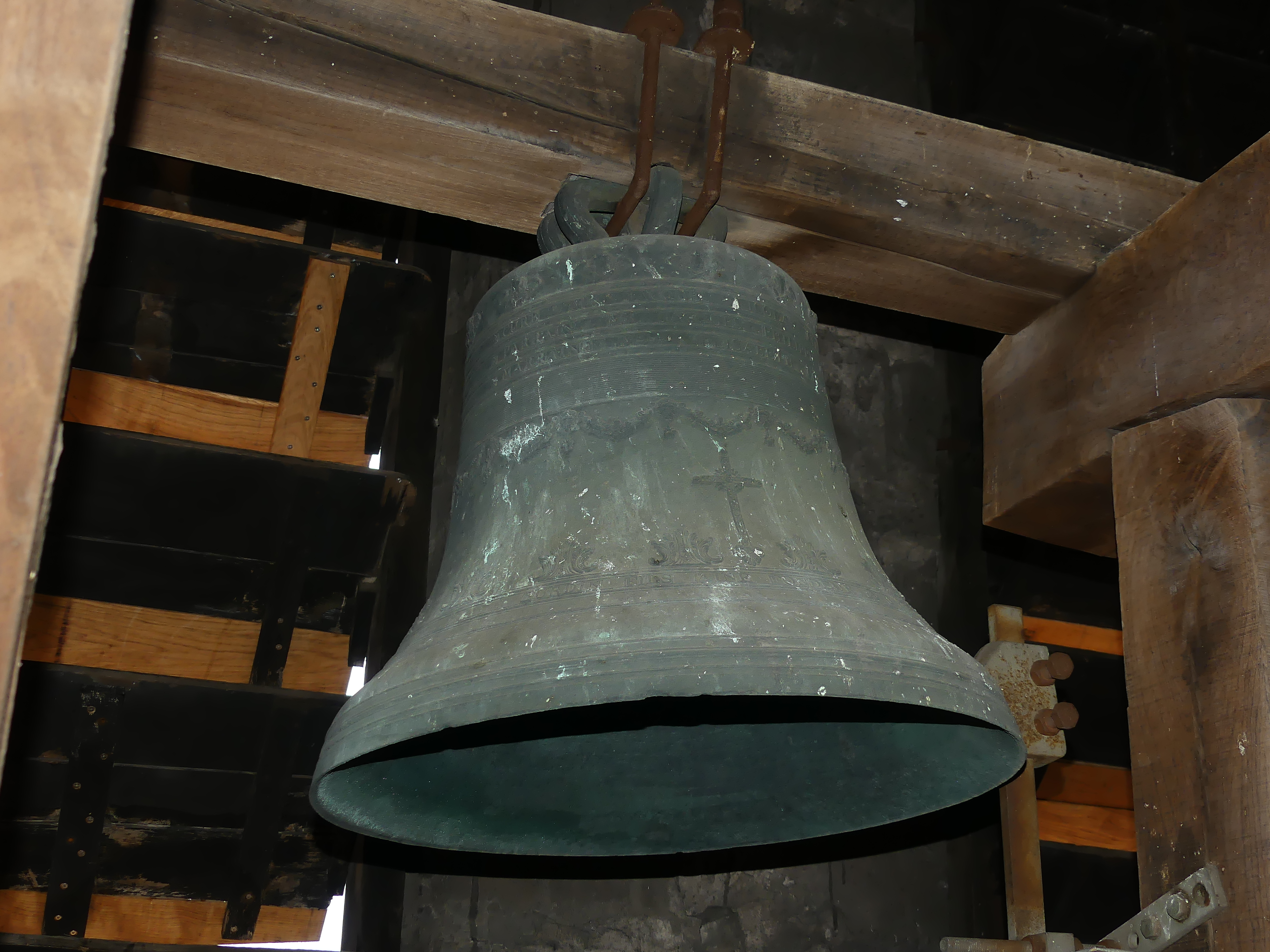
Le ré 4 (fixe) de la cathédrale Saint-Charles.

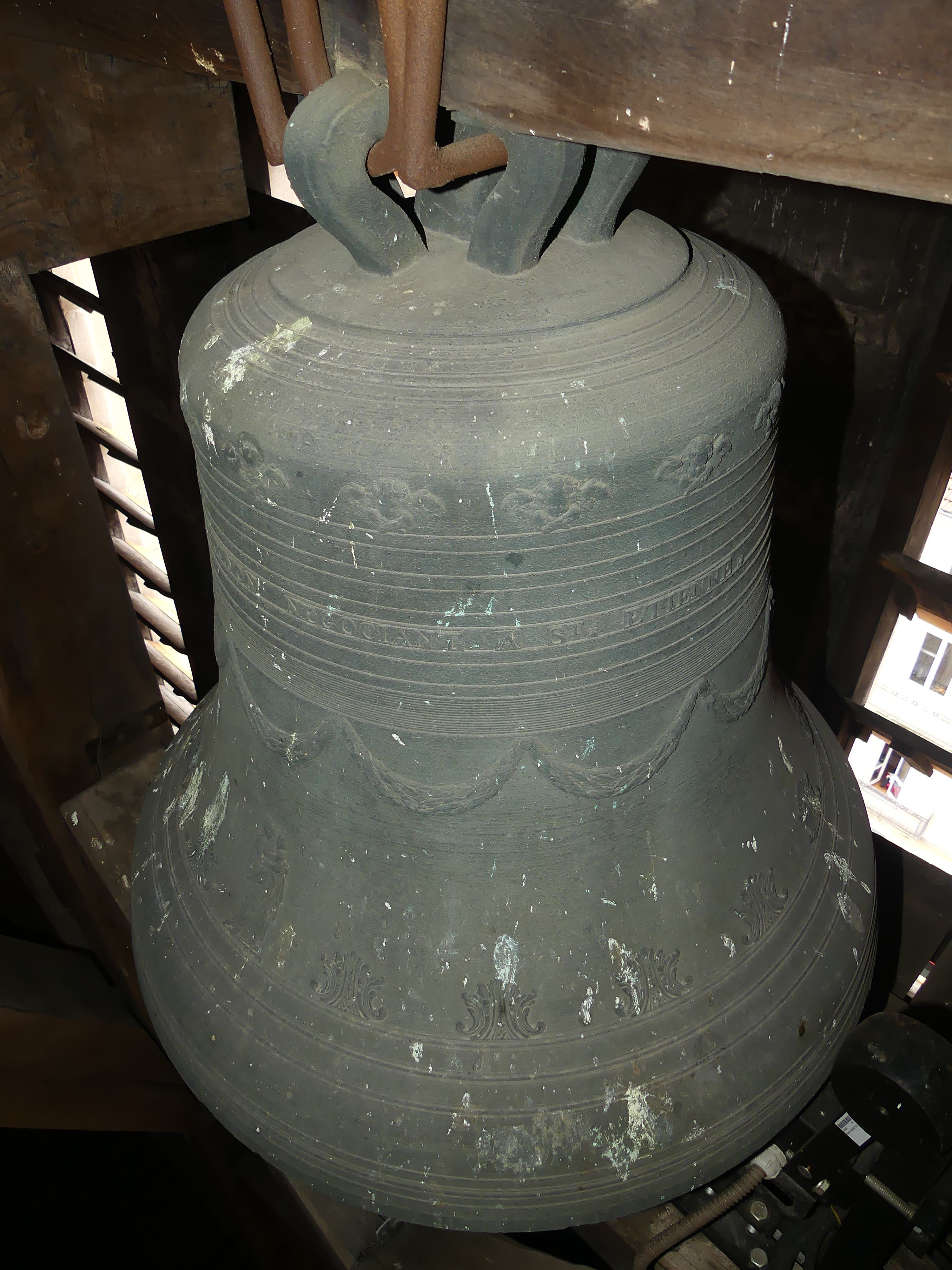
Le do 4 (fixe) de la cathédrale Saint-Charles.